# دایره نهم (فیلم)
دایره نهم (انگلیسی: The Ninth Circle)، (صربی‌کرواتی: Deveti krug / Девети круг) یک فیلم محصول ۱۹۶۰ سینمای یوگسلاوی به کارگردانی فرانس استیگلیچ است.
این فیلم در جشنواره فیلم کن ۱۹۶۰ نامزد دریافت نخل طلا و در سی و سومین دوره جوایز اسکار نامزد دریافت جایزه اسکار بهترین فیلم بین‌المللی بود.

## داستان
در اوایل سال‌های ۴۰، دختر جوان یک خانواده مرفه یهودی برای آن‌که مانند پدرش به اردوگاه اسرا فرستاده نشود با دانشجویی کاتولیک ازدواج می‌کند؛ ولی این تظاهر برایش سخت‌تر تمام می‌شود و سرانجام دیگر نمی‌تواند هویت واقعی خود را پنهان کند.
روایت فیلم برگرفته از یک رویداد حقیقی در یک اردوگاه کار اجباری موسوم به دایره نهم است. نام اردوگاه دایره نهم برگرفته از اردوگاه مرگ یاسنواتس در رژیم اوستاشه کرواسی بود.
حزب اوستاشه گرداننده دولت مستقل کرواسی در زمان جنگ جهانی دوم یکی از دولت‌های دست‌نشانده آلمان نازی و پادشاهی ایتالیا بود که به عنوان بخشی از یوگسلاوی در اشغال متحدین تأسیس شد.

## حواشی فیلم
دایره نهم رمانی نوشته زورا دیرنباخ روزنامه‌نگار یهودی، زاده اوسییک در کرواسی بود. او در هنگام تأسیس اردوگاه مرگ یاسنواتس در سال ۱۹۴۱ دختری ۱۲ ساله بود، تعداد زیادی از افراد فامیل و خانواده‌اش به آن اردوگاه منتقل شده بودند. دیده‌ها و شنیده‌های دیرنباخ اصلی‌ترین انگیزه برای نگارش دایره نهم عنوان شده‌است.
در سال ۱۹۵۹ فرانس استیگلیچ به کمک ولادیمیر کوچ، فیلم‌نامه‌ای به همین عنوان از رمان زورا دیرنباخ نوشتند. در سال ۱۹۶۰ زمانی که فرانس استیگلیچ مشغول ساخت دایره نهم بود دولت وقت یوگسلاوی اطلاعاتی محدود دربارهٔ اردوگاه مرگ یاسنواتس منتشر کرد. اطلاعات جدید باعث تغییراتی جدی در فیلم‌نامه دایره نهم شد.

## نگارخانه

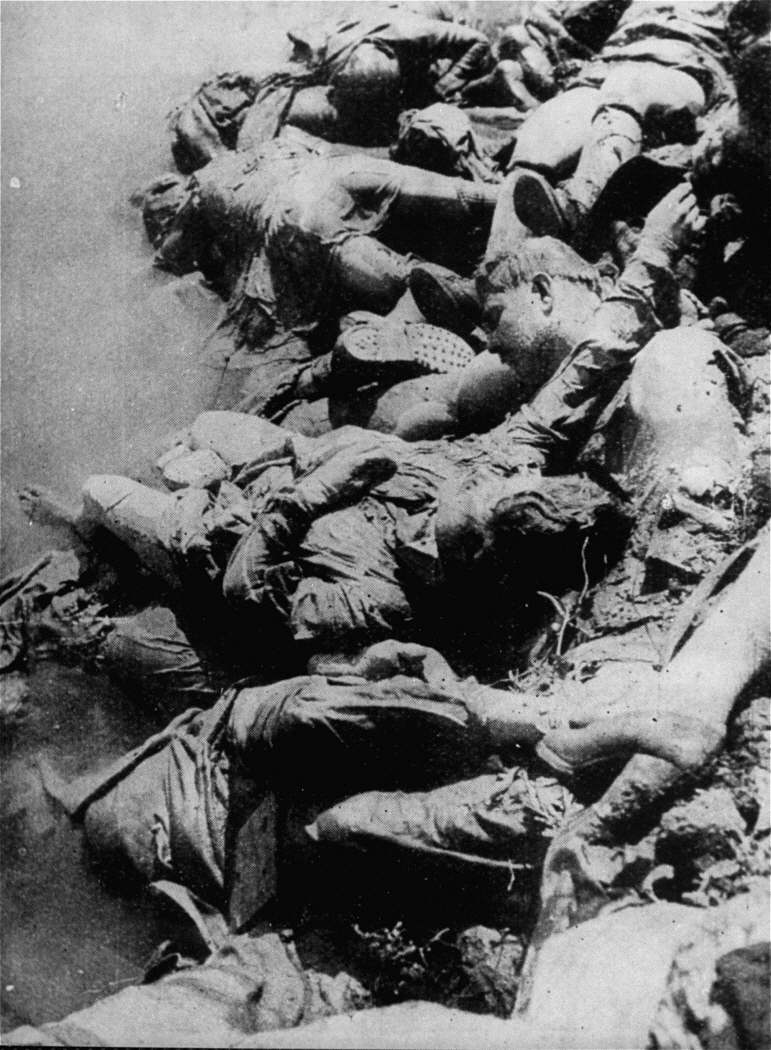
اجساد زندانیان اردوگاه مرگ یاسنواتس در رودخانه ساوا